# Wizz Air

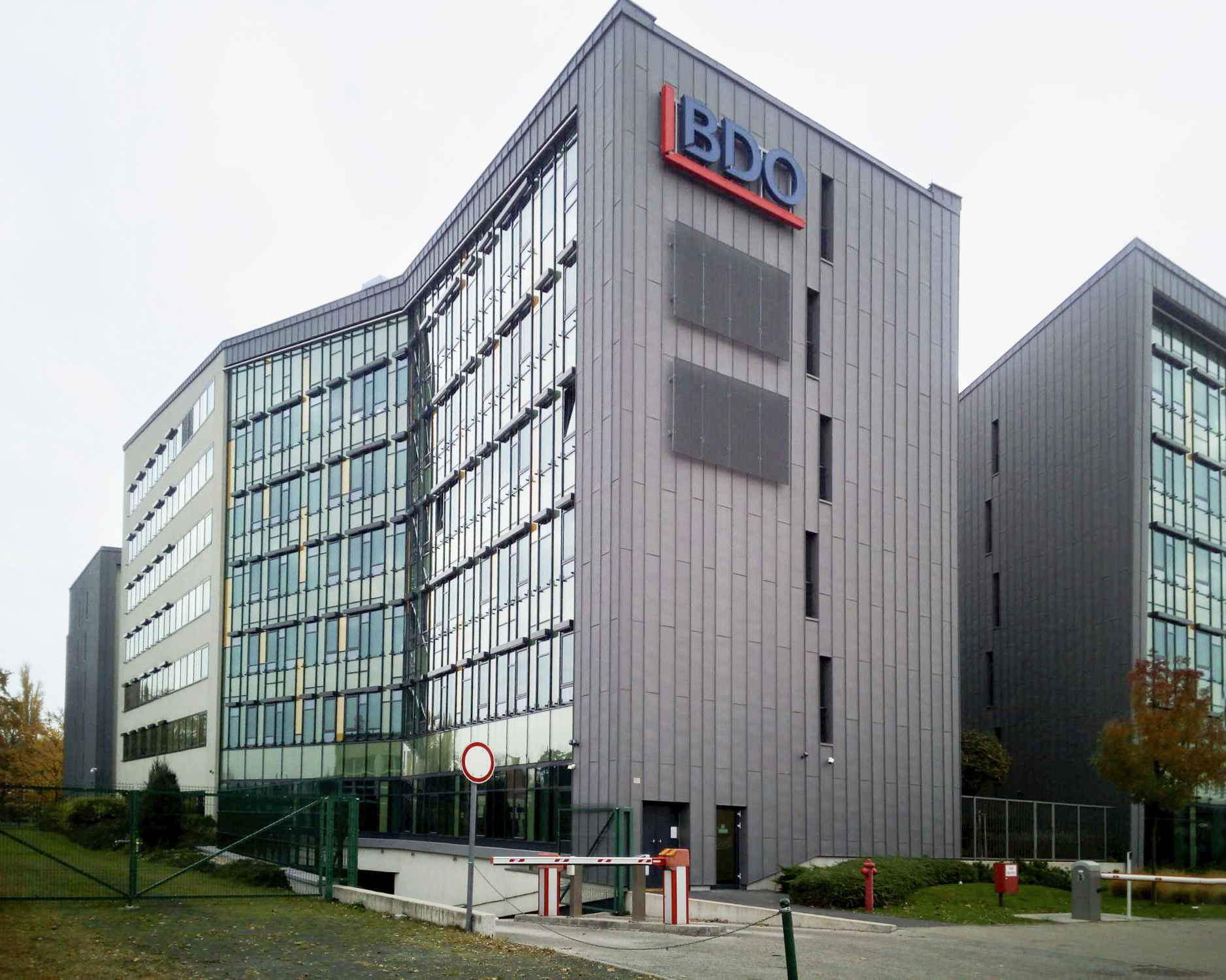
Laurus Offices Building B, Het Wizz Air Hoofdkantoor

Wizz Air is een Hongaarse low-fare luchtvaartmaatschappij gericht op Centraal-Europa. De maatschappij opereert volgens het no frills-concept.
Wizz Air vliegt vooral met Airbus A320-200-vliegtuigen, die hoofdzakelijk vanuit Centraal-Europa het luchtruim kiezen en sinds 12 november 2015 ook met de Airbus A321-200.

## Geschiedenis
Wizz Air is opgericht in 2003 door de Hongaarse luchtvaartmaatschappij Malév. Op 19 mei 2004 vond de eerste proefvlucht plaats vanaf het vliegveld van Katowice en op 23 juni 2004 werd de eerste commerciële vlucht uitgevoerd vanaf Boedapest. In tegenstelling tot concurrent easyJet vliegt Wizz Air net als Ryanair voornamelijk vanaf regionale (en dus relatief goedkope) vliegvelden.
Vanaf 16 september 2006 is binnen Nederland Luchthaven Schiphol verruild voor Vliegbasis Eindhoven. In 2014 zijn daar Groningen Airport Eelde en Maastricht Aachen Airport aan toegevoegd. In België vliegt Wizz Air vanaf Luchthaven Charleroi. Wizz Air heeft ook gevlogen vanaf Weeze. Anno 2015 vliegt ze in Duitsland onder andere vanaf Dortmund en Keulen/Bonn.
In oktober 2007 bestelde Wizz Air bij Airbus 50 A320's met een cataloguswaarde van 3,65 miljard euro. Verder tekende de luchtvaartmaatschappij een voorlopige overeenkomst voor nog eens 25 vliegtuigen.
Toen Malév in februari 2012 failliet ging, kondigde Wizz Air snel een uitbreiding van routes aan naar voormalige Malév-bestemmingen zoals het Israëlische Tel Aviv en het Oekraïense Kiev. Ook gaat Wizz Air vanaf Boedapest op Dubai, Istanbul en Moskou vliegen. In 2015 is de luchthaven van Boedapest de grootse hub, met meer dan 30 bestemmingen. De luchthaven van Katowice in Polen is de op een na grootste hub van Wizzair met ongeveer 20 bestemmingen. Wizz Air is de eerste low-cost maatschappij die naar Georgië vliegt. Sinds 27 september 2013 wordt Koetaisi bediend. De luchthaven groeide snel uit naar een hub voor Wizz Air die tientallen Europese bestemmingen bedient.
Op 20 april 2015 is Wizz Air Oekraïne opgeheven, in verband met de aanhoudende onrust in het oosten van Oekraïne, de devaluatie en kwetsbaarheid van de waarde van de Oekraïense hryvnia, de beperkingen bij het betalen van leveranciers als gevolg van deviezenrestricties en de onzekerheden met betrekking tot de nieuwe luchtvaartverordening en de beperkingen die daaruit voort kunnen vloeien.

## Bestemmingen

Bestemmingen van Wizz Air

Zie kaart rechtsonder.

## Hubs
De hubs van Wizz Air zijn:
- Belgrado
- Boekarest
- Boedapest
- Cluj-Napoca
- Gdańsk
- Katowice
- Kiev
- Koetaisi
- Poznán
- Praag
- Riga
- Skopje
- Sofia
- Timişoara
- Tuzla
- Vilnius
- Warschau
- Wrocław
- Dortmund

In België vliegt Wizz Air vanaf Brussels South Charleroi Airport naar 17 bestemmingen. In Nederland vanaf Eindhoven Airport naar 25 bestemmingen. De bestemmingen liggen vooral in Oost-Europa en de Baltische staten. Echter ook steeds meer in Zuid-Europa en Oostenrijk.

## Vloot
De vloot van Wizz Air bestaat sinds april 2020 uit:
| Type            | In dienst | Bestellingen | Passagiers | Opmerking         |
| --------------- | --------- | ------------ | ---------- | ----------------- |
| Airbus A320-200 | 72        | 0            | 180        | 3 van Wizz Air UK |
| Airbus A320neo  | 0         | 72           | n.b.       |                   |
| Airbus A321-200 | 41        | 0            | 230        | 7 van Wizz Air UK |
| Airbus A321neo  | 8         | 2            | 239        |                   |
| Totaal          | 121       | 74           |            |                   |

Wizz Air heeft een jonge vloot van Airbus A320 en A321-toestellen van gemiddeld 4,8 jaar. Ten minste 57 toestellen zijn uitgerust met V2500-motoren van International Aero Engine en hebben 180 leren stoelen. Van de vloot zijn 15 toestellen met Sharklets uitgerust, waarvan Airbus belooft dat deze op lange vluchten goed kunnen zijn voor een brandstofbesparing van 4%. Op 10 juni 2014 nam Wizz Air haar vijftigste A320 in ontvangst. 
In september 2015 plaatste Wizz Air een order voor 110 A321neo toestellen. Op basis van de cataloguswaarde van de A321neo is met de bestelling een waarde gemoeid van US$ 13,7 miljard. Omdat bij grote orders kortingen worden gegeven is de precieze omvang van de deal onbekend. De levering van de nieuwe vliegtuigen vindt plaats tussen 2019 en 2024.
In augustus 2023 besteld Wizz Air nog eens 75 toestellen van het type A321neo.

## Incidenten en ongevallen
Op 8 juni 2013 vielen vier gewonden tijdens een noodlanding bij Rome. Een toestel van Wizz Air van het type Airbus A320 was onderweg vanaf de Roemeense hoofdstad Boekarest naar Luchthaven Rome Ciampino. Omdat het landingsgestel niet goed uit wilde klappen, besloot de piloot een landing te maken op het grotere vliegveld van Rome, namelijk: Fiumicino. Het vliegtuig werd gerepareerd en ging in augustus van datzelfde jaar weer de lucht in.

## Abonnement
Vanaf september 2024 wordt het mogelijk onbeperkt te vliegen met last-minute geboekte vluchten, voor een vast bedrag per jaar plus ca. €10 per keer (bij meer dan alleen handbagage).

## Trivia
Prins Johan Friso was medeoprichter en aandeelhouder van de luchtvaartmaatschappij Wizz Air.